# Рідкий дим

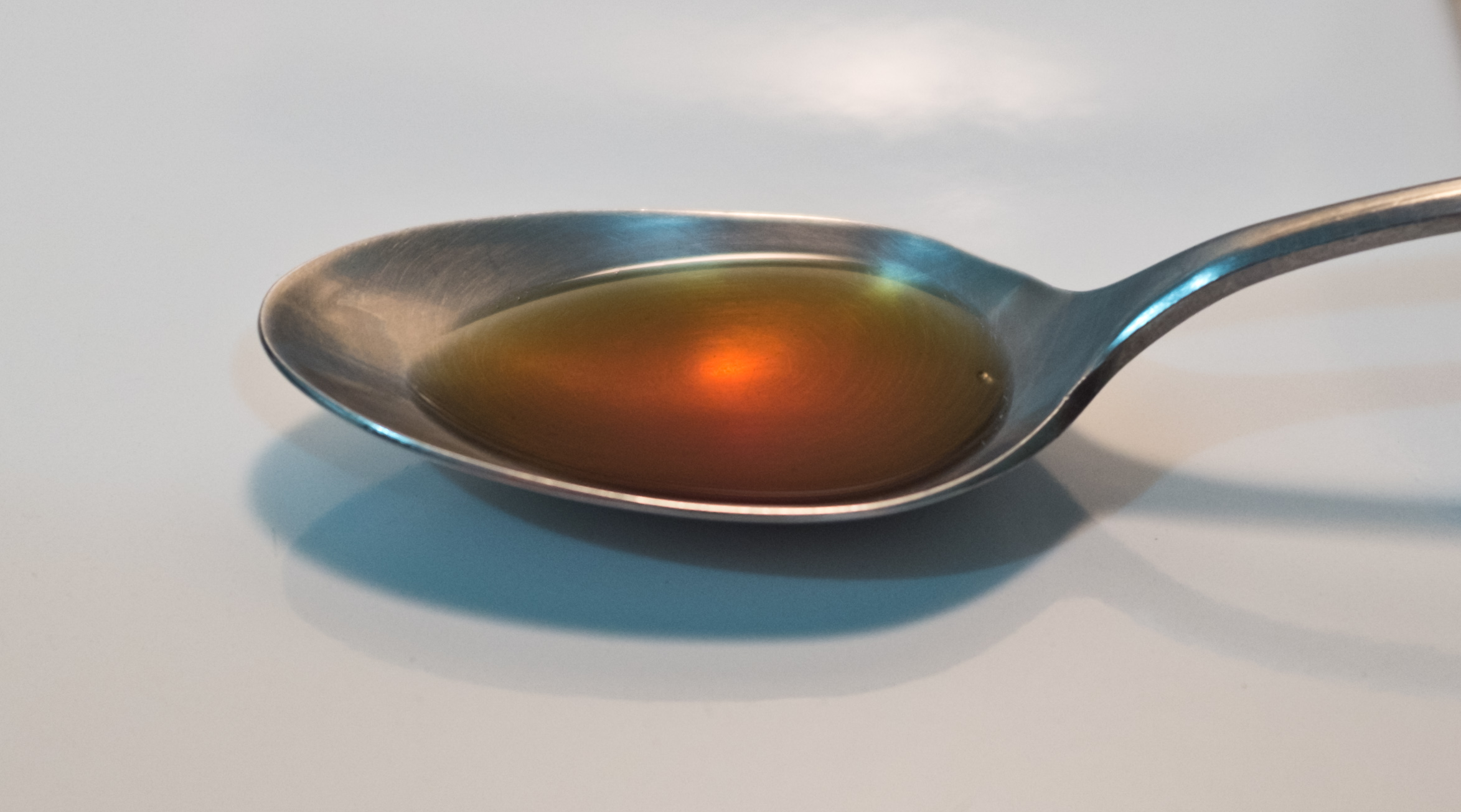
Ложка «рідкого диму»

Рідки́й дим — рідкий ароматизатор, за допомогою якого досягається органолептичні враження натурального копчення — тобто подібність смаку, кольору, аромату та консервування. Цього можна досягти, обробивши поверхню продукту. Ароматизатор також використовують безпосередньо під час приготування їжі.

## Виробництво
Один із шляхів виробництва «рідкого диму» базується на розчиненні продуктів тління різних порід деревини у воді.
Дим твердих листяних порід деревини (вільхи, яблуні, черемхи, бука, осики) конденсується. Конденсат розділяють на 3 фракції: розчинну в воді, нерозчинну тверду фракцію та нерозчинну жирну фракцію. Нерозчинні у воді фракції (зола, дьоготь) видаляються. Потім конденсат очищують, з нього видаляють різні шкідливі компоненти, наприклад, поліциклічні ароматичні вуглеводні (канцерогени). Таким чином отримують так званий первинний конденсат диму й первинну фазу смоли, які становлять основу димного аромату. Подальша обробка відбувається на фізичному рівні та полягає в їхньому вилученні, дистиляції, концентрації, поглинанні або мембранному поділі, а також додаванні інших ароматизаторів, розчинників, (наприклад, спирту) і харчових добавок. Відтак отриманий продукт «дозріває», настоюючись у діжках до готовності, після цього фільтрується та розливається в тару.

## Форми випуску
«Рідкий дим» випускається як сухий порошкоподібний концентрат, рідина на водній або олійній основі в пляшках, у вигляді спреїв та в аерозольних балончиках, а також як маринад на винно-фруктовій основі (сік гранату, біле або червоне сухе вино, сік лимона, оцет та інше) з додаванням спецій.

## Хімічний склад
За свідченнями експертів, коптильні рідини мають різний склад. Найчастіше зустрічається поєднання компонентів: від 11 до 92 відсотків — вода, від 0,2 до 2,9 відсотка — феноли, від 2,9 до 9,5 відсотка — кислоти, від 2,6 до 4,6 відсотка — карбонільні сполуки.

## Застосування
«Рідкий дим» використовують у промисловому виробництві м'ясних, рибних продуктів, сала та деяких сортів сиру як альтернативу традиційному процесу копчення. Він має низку технологічних переваг, бо не потребує коптильного устаткування і дає змогу скоротити час отримання готового продукту. Його також використовують і для домашнього приготування їжі.

### Безпека
У процесі виготовлення (за дотримання технології) з розчину диму видаляються зола, дьоготь та значно знижується концентрація смол і канцерогенів, тому процес копчення за допомогою «рідкого диму» теоретично може бути безпечнішим, ніж традиційне копчення відкритим димом.
Проте, Європейська агенція з безпеки продуктів харчування вивчає безпечність рідкого диму, який використовується як харчосмакова добавка.
Оскільки «рідкі дими» бувають різними за складом, а думки і публікації про шкоду або ж безпечність використання таких ароматизаторів різняться, залучати їх варто з обережністю та використовувати в мінімальних кількостях під час приготування їжі. 

### Регламент використання димних ароматизаторів
У країнах ЄС використання димних ароматизаторів дозволяється за «Регламентом (ЄС) № 2065/2003 Європейського парламенту і Ради від 10 листопада 2003 року щодо димних ароматизаторів, які використовують в їжу».